# João Félix Pereira de Campos
João Félix Pereira de Campos (1775 — ?) foi um oficial general da Armada Portuguesa, que terminou a sua carreira no posto de chefe-de-divisão, que se distinguiu na Guerra da Independência do Brasil, nomeadamente na batalha de 4 de Maio.

## Biografia
Assenta praça como aspirante da Armada a 10 de janeiro de 1785. Foi promovido a guarda-marinha em 19 de dezembro daquele ano de 1785. Foi promovido a segundo-tenente em 6 de fevereiro de 1793 e a primeiro-tenente a 16 de dezembro do mesmo ano. Foi promovido a capitão-tenente em 20 de outubro de 1795, a capitão-de-fragata em 1806, e a capitão-de-mar-e-guerra em 1808. Em 12 de outubro de 1817, foi graduado em chefe-de-divisão.
Em 1823, no âmbito da Guerra da Independência do Brasil, logo que tem conhecimento da presença da esquadra brasileira, vai ao seu encontro com uma esquadra composta pela nau D. João VI, pelas fragatas Constituição e Pérola, pela charrua Princesa Real, a escuna Príncipe Real, as corvetas Calipso, Dez de Fevereiro, São Gualter, Regeneração e Princesa Real, pelo brigue Audaz e pela sumaca Conceição. As esquadras encontraram-se a 4 de maio daquele ano de 1823, no recontro que ficou conhecido por batalha de 4 de Maio.
Em 1824 foi sujeito a conselho de guerra acusado de incumprimento dos seus deveres como chefe-de-divisão.
A 26 de outubro de 1832, integrando as forças navais miguelistas e em virtude de distintos serviços prestados, foi promovido a chefe-de-esquadra efectivo. No ano seguinte, exerceu o cargo de Major-General da Armada, nomeado a 14 de maio de 1833. Após a vitória liberal foi separado do serviço da Armada por conotação com o partido absolutista, mas foi reintegrado em 28 de novembro de 1840.